# Stelis michiganensis
Stelis michiganensis là một loài Hymenoptera trong họ Megachilidae. Loài này được Mitchell mô tả khoa học năm 1962.